# 伊泽拓司
伊泽拓司（日语：／ Izawa Takushi */?，1994年5月16日—）是日本電視藝人、YouTuber、自主创业者。2016年推出以答题竞技为題材的“QuizKnock”自媒体，并担任总编辑。2019年4月1日成立QuizKnock株式會社。現所屬經紀公司為渡边娱乐。

## 经历
1994年5月16日出生于茨城縣。在埼玉縣长大。先后毕业于東京都千代田区私立晓星小学校、私立開成中学校・高等学校、東京大学大学院经济学研究科。東京大学大学院農学生命科学研究科農業・資源经济学研究生课程中退。
初中时就是开成学园Quiz研究部的成员。高一的时候参加了日本电视台播出的“全国高等学校Quiz选手权”第30回大会，代表开成高校获得了冠军。第二年再次夺冠，实现了两连霸。
2016年开设了以知识竞赛为主题的网络自媒体“QuizKnock”，并担任总编辑。2017年在YouTube开设同名频道。
2017年4月开始定期出演TBS電視台的智力答题节目《东大王》。在第1赛季担任東大王队的大将。同年11月败给水上颯，转交大将职位。此后与水上颯、鶴崎修功、鈴木光一直是东大王队成员。在2019年3月20日播出的节目中，他正式表明从东大王队退役。4月3日开始担任节目的特别解说。同时，艺人队可以在最后一关通过抽签的方式获得他的帮助。2019年3月30日在QuizKnock的YouTube频道上发布视频，表明自己会在3月31日中途退学，4月1日成立QuizKnock株式會社，并担任代表。
他还曾赴中国参加《最强大脑》节目的录制，在2018年4月7日播出的第五季最后一期的节目中，他在“火线对决”项目中以4比0的比分输给了杭州14岁小将杨英豪。

## 爱好
小学生时代喜爱足球运动，经常和小伙伴比赛足球知识。在开成中学的时候，他参加了社团的知识抢答竞赛，对答题竞技产生了浓厚兴趣。
他还业余爱好吉他，在大学加入了吉他社团，担任过副会长。

## 出演
出演过的部分日本电视节目
- 森田一義時間 笑一笑又何妨！（富士电视台、2014年2月26日）
- 头脑王（日本电视台、2014年12月5日）
- 全明星感謝祭2017秋（TBS、2017年10月7日）- 以東大王名义出演
- 塔摩利俱樂部（朝日电视台、2018年3月9日）
- 中居君的学习开关（TBS、2018年4月2日）- 以東大王名义出演
- 東大王＆初耳学合体4小时特别篇（TBS、2018年4月15日）- 以東大王名义出演
- 勇者啊啊啊啊（朝日电视台、2018年5月31日、6月7日、8月23日·30日、2019年2月28日）
- 全明星感謝祭2018秋（TBS、2018年10月6日）- 以東大王名义出演
- YouTuber×NHK 1億赞！大作战（NHKBS、2019年1月26日）- 以QuizKnock名义出演
- 本能Z（CBC电视台、2019年4月3日）
- 閒聊007（日本电视台、2019年4月29日）
- 林先生的初耳学（TBS、2019年5月19日、6月9日、7月14日、8月11日、8月27日、9月15日）
- 有田P的款待（NHK综合1、2019年6月22日）
- 压力对决（プレバト）（TBS、2019年1月3日、6月20日）
- 櫸字、會寫嗎?（東京电视台、2019年7月1日、7日）
- 试着陷进去了（NHK-E、2019年7月22日）-QuizKnock团队出演
- 世界仰天新闻（日本电视台、2019年7月30日）
- Job Tune（TBS、2019年8月3日）
- Nepleague（富士电视台、2019年8月12日）
- Q大人!!（朝日电视台、2019年8月19日）-QuizKnock团队出演
- 东大王夏威夷修学旅行特别篇（TBS、2019年9月11日）
- 我是冒险少年（TBS、2019年9月18日）
- 今夜解谜训练（富士电视台、2019年10月8日）
- 拜托了！排名（朝日电视台、2019年10月1日、10月8日）
- 非常幸运（グッとラック!）（TBS早间节目、2019年9月30日起担任周一常驻评论员）

其他
- 最强大脑第五季最后一期（2018年4月7日）

## 战绩
- 第18回『高校生open』冠军（2009年）[16] - 史上初の中学生での優勝。
- 日本电视台 第30回・第31回『全国高等学校quiz选手权』冠军（2010年、2011年）[6]  - 个人第一次2连胜
- 日本电视台 第3回『头脑王』第四名（2014年）
- 『東大王』第二名（2016年）、第一名（2017年春）、第二名（2017年秋）[1]
- 『World Quizzing Championship 2017』日本大会2位（2017年）[17]

●2022年在全員逃走中第59回 大みそかSP
お台場大決戦！（跨年夜特別篇
御台場大決戰！）逃走成功，獲得252萬日圓

## 著作

### 个人作品
- . QUIZ JAPAN 全書03. セブンデイズウォー. 2015年10月20日. ISBN 978-4593310227 （日语）.
- . KADOKAWA. 2018年7月5日. ISBN 978-4040650036 （日语）.
- . KADOKAWA. 2019年2月7日. ISBN 978-4040653730 （日语）.
- . KADOKAWA. 2020年4月30日. ISBN 978-4593310302 （日语）.

### 共著
- QuizKnock著.  . 三才ブックス. 2018年8月27日. ISBN 978-4866730745 （日语）.
- 伊沢拓司監修・QuizKnock著.  . 主婦の友社. 2018年9月7日. ISBN 978-4074337859 （日语）.
- QuizKnock著.  . クラーケン. 2018年9月12日. ISBN 978-4909313034 （日语）.
- QuizKnock著.  . クラーケン. 2018年9月12日. ISBN 978-4909313089 （日语）.

### 其他
- . 学研プラス. 2018年7月24日. ISBN 978-4053048011 （日语）.
- . 学研プラス. 2018年7月24日. ISBN 978-4053048028 （日语）.

## 脚注
1. 1 2 3 4 5  . 徳間書店. 2019-02-01  [2019-02-01]. （原始内容存档于2019-02-01） （日语）.
2. 1 2 3 4 5 6 7 8  . WATANABE ENTERTAINMENT.   [2018年10月27日]. （原始内容存档于2018年10月28日） （日语）.
3. 1 2 3  QuizKnock. . 2019-03-30  [2019-03-31]. （原始内容存档于2019-04-12） （日语）.
4. 1 2  . ダ・ヴィンチニュース. 2018-03-07  [2018-03-30]. （原始内容存档于2018-03-30）.
5. ↑  @tax_i_.  (推文). 2017-07-29  [2018-11-23] –Twitter （日语）.
6. 1 2  . QUIZ JAPAN.   [2017-09-30]. （原始内容存档于2017-09-30） （日语）.
7. ↑  瀧靖之.  . 主婦の友社. 2017. ISBN 9784074249121 （日语）.
8. ↑  . ダ・ヴィンチニュース. KADOKAWA. 2019-03-01  [2019-03-07]. （原始内容存档于2019-03-02） （日语）.
9. ↑  . 現代ビジネス. 講談社. 2018年6月10日  [2018年11月23日]. （原始内容存档于2018年11月23日） （日语）.
10. ↑  . TBS. TBSテレビ.   [2019-03-23]. （原始内容存档于2019-03-23） （日语）.
11. ↑  . ザテレビジョン. 2019-04-04  [2019-04-06]. （原始内容存档于2019-04-05） （日语）.
12. ↑  . 浙江在线. 2018年4月8日  [2019年9月7日]. （原始内容存档于2018年4月8日） （中文）.
13. ↑  . 東洋経済オンライン.   [2017-09-30]. （原始内容存档于2017-09-30） （日语）.
14. ↑   . KADOKAWA. 2018-02-27: 119. ISBN 978-4048961349 （日语）.
15. ↑  . セブンデイズウォー. 2018年7月1日: 6. ISBN 978-4-593-31009-8.
16. ↑  . QUIZ JAPAN. 2015-10-09  [2018-03-01]. （原始内容存档于2018-01-26） （日语）.
17. ↑  . WQC日本大会実行委員会. 2017-06-05  [2018-02-15]. （原始内容存档于2018-08-08） （日语）.

## 外部連結
- 伊沢拓司｜渡邊製作 （页面存档备份，存于）
- 伊沢拓司的X（前Twitter）
- QuizKnock官方网站 （页面存档备份，存于）
- YouTube上的QuizKnock頻道